# Roman Sedláček
Roman Sedláček (* 12. února 1963) je bývalý český fotbalista, útočník, reprezentant Československa.
Za československou reprezentaci odehrál v letech 1990–1991 pět zápasů, dvakrát startoval v olympijském výběru. V lize odehrál 154 utkání a dal 25 gólů. Hrál za TJ Vítkovice (1984–1986), Sigmu Olomouc (1987–1991), Hansu Rostock (1991–1994), FK Jablonec (1994–1995), FC Svit Zlín (1995–1996) a 1. HFK Olomouc. S Vítkovicemi získal roku 1986 historický titul mistra republiky, jediný v historii klubu. Dvakrát startoval v evropských pohárech. Hrál také za ČSK Uherský Brod v MSFL.
V současné době trénuje SK Sigma Olomouc U18.